# راندي غراف
راندي غراف (بالإنجليزية: Randy Graff)‏ هي مغنية وكاتبة سيناريو وممثلة أمريكية، ولدت في 23 مايو 1955 في بروكلين في الولايات المتحدة.

## أعمال

### أفلام
- (2014) تعلم السياقة

## ترشيحات
- جائزة توني عن فئة أفضل ممثلة في مسرحية موسيقية [الإنجليزية]‏ (2001)

## وصلات خارجية
- الموقع الرسمي
- راندي غراف على موقع IMDb (الإنجليزية)
- راندي غراف على موقع ألو سيني (الفرنسية)
- راندي غراف على موقع ميوزك برينز (الإنجليزية)
- راندي غراف على موقع أول موفي (الإنجليزية)
- راندي غراف على موقع قاعدة بيانات برودواي على الإنترنت (الإنجليزية)
- راندي غراف على موقع قاعدة بيانات الأفلام السويدية (السويدية)
- راندي غراف على موقع ديسكوغز (الإنجليزية)
- راندي غراف على موقع قاعدة بيانات الفيلم (الإنجليزية)
- راندي غراف على موقع كينوبويسك (الروسية)